# Исаичкин, Пётр Петрович
Пётр Петрович Исаичкин (10 июля 1918 — 11 апреля 1993) — командир отделения радиосвязи 399-го гвардейского миномётного дивизиона 100-го гвардейского миномётного полка 3-й гвардейской армии Юго-Западного фронта, гвардии старший сержант. Герой Советского Союза (1943).

## Биография

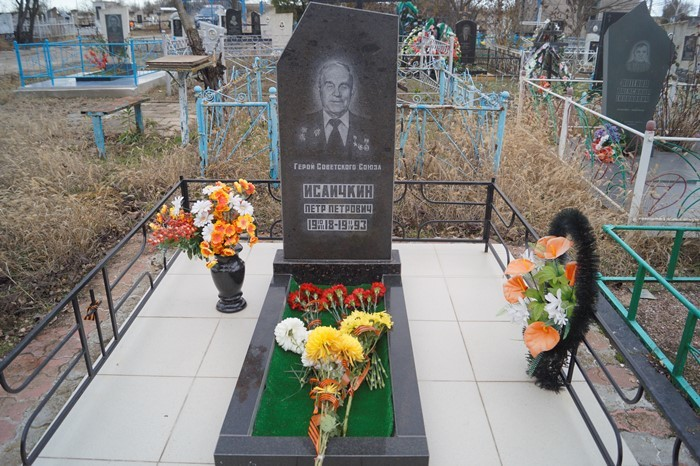
Могила Петра Исаичкина

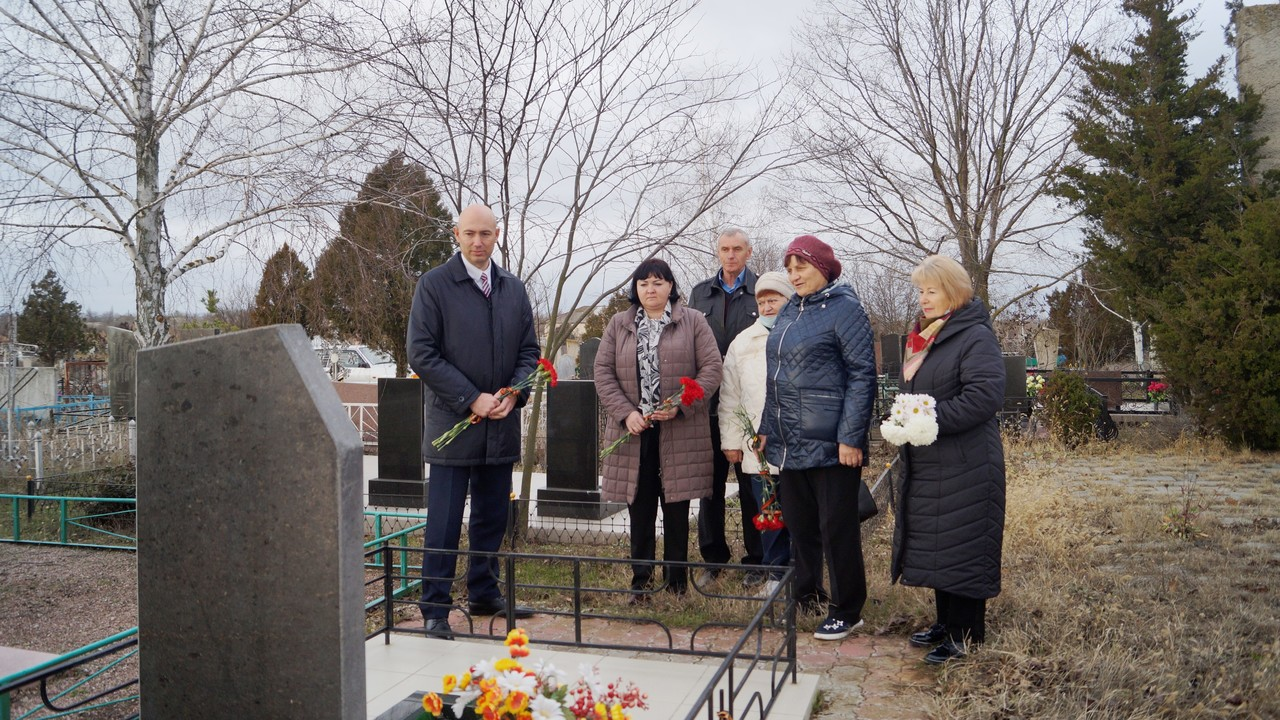
Возложение цветов к могиле

Родился 10 июля 1918 года в селе Кидусово в семье крестьянина. Русский. Член КПСС с 1942 года. Окончил неполную среднюю школу, курсы трактористов. Работал в колхозе.
В Красной Армии в 1938—1940 годах и с августа 1941 года. Окончил школу младших радиоспециалистов. Участник освободительного похода советских войск на Западную Украину 1939 года и советско-финляндской войны 1939—1940 годов.
В боях Великой Отечественной войны с октября 1942 года. Сначала Исаичкин был телеграфистом, затем — командиром отделения радистов. «Стучал» ключом. Рвался в настоящий бой, но ему отказывали.
После того, как вокруг армии Паулюса в Сталинграде замкнулось кольцо, Гитлер бросил на выручку сильную группировку под командованием Манштейна. Чтобы сорвать этот замысел и обеспечить дальнейшее продвижение внешнего фронта окружения на запад, командование Юго-Западного фронта решило послать в рейд по тылам врага специальную армейскую конно-механизированную группу. Ей придавались гвардейские миномёты «катюша». В её составе был командир отделения радистов гвардии старший сержант Исаичкин.
К концу 1942 года фронт от Сталинграда был отодвинут на 200—250 километров. Но ещё дальше ушла конно-механизированная группа гвардии полковника Ерёменко. Она перехватывала коммуникации врага, громила на марше спешившие на фронт подкрепления, сеяла панику в фашистском тылу.
Ужас на врага наводили залпы гвардейских миномётов. В настоящий ад они превращали ночлег какой-либо фашистской части в двухстах километрах от линии фронта. Точные удары «катюш» обеспечивал чёткой связью Исаичкин.
Дерзкий рейд гвардейских миномётчиков не на шутку всполошил немцев. Залпы «катюш» гремели уже неподалёку от Ворошиловграда (Луганска), а входившие в состав конники побывали уже близ крупного железнодорожного узла в Донбассе — Дебальцево. Командование фашистских войск решило захватить образцы советского секретного оружия. Им удалось окружить группу в Лутугинском районе. Советские бойцы заняли круговую оборону.
Исаичкин со своим отделением был послан на прикрытие «катюш». Когда показались гитлеровцы, он открыл огонь из ручного пулемёта «Дегтярёва». Всё отделение вступило в бой. Атака врага захлебнулась. Но на позиции связистов обрушился артиллерийско-миномётный смерч.
Фашисты предпринимали новые и новые атаки. Но советские бойцы стояли насмерть. Исаичкин потерял счёт опустевшим пулемётным дискам. Уже перестали отзываться выстрелами некоторые его бойцы. Но до конца дня 23 февраля 1943 года они всё же выстояли, своим мужеством освятив день рождения Красной Армии.
С рассветом следующего дня враг предпринял очередную попытку захватить позиции дивизиона. Он буквально перепахал минами окопы передового заслона. Но снова по ним ударил пулемёт Исаичкина. Иногда гитлеровцам удавалось приблизиться на расстояние одного броска. Тогда Исаичкин пускал в ход гранаты. Все попытки врага захватить «катюши» разбились о мужество и стойкость связистов Исаичкина.
И когда фашисты затянули паузу в атаке, конники совершили внезапный ответный удар. Они пошли на прорыв. В критический момент атаки рядом с бежавшим Исаичкиным упал замертво командир эскадрона. Конники залегли. И тогда Исаичкин встал и с криком «За Родину! Вперёд!» первым бросился на врага, возглавив кавалерийский эскадрон. В расположении фашистов он действовал ручным пулемётом как дубиной, расчищая путь к своим. Но, опустив приклад на голову очередного гитлеровца, он был ранен пулей в плечо. Отнялась рука. Прорыв к тому времени был уже обеспечен. «Катюши» устремились через линию фронта. Гвардии старший сержант Исаичкин попал в госпиталь.
Указом Президиума Верховного Совета СССР от 21 апреля 1943 года за образцовое выполнение боевых заданий командования на фронте борьбы с немецко-фашистскими захватчиками и проявленные при этом отвагу и геройство гвардии старшему сержанту Петру Петровичу Исаичкину было присвоено звание Героя Советского Союза с вручением ордена Ленина и медали «Золотая Звезда» (№ 943).
После излечения в госпитале Исаичкин вернулся в родной полк. Он участвовал в боях по освобождению Донбасса. 5 сентября 1943 года в бою за город Горловку Исаичкин был вторично тяжело ранен.
В 1944 году Исаичкин участвовал в боях на Сандомирском плацдарме на реке Висла. Затем освобождал Польшу, форсировал Одер в районе города Фроста. В мае 1945 года Исаичкин участвовал в освобождении города Дрездена. Войну закончил на улицах Праги.
После войны работал в колхозе на родине. В 1951—1953 годах служил в Советской Армии. Окончил радиотехнические курсы. Затем работал старшим техником радиоузла в посёлке городского типа Советский Крымской области.
Умер 11 апреля 1993 года.
Награждён также 2 орденами Отечественной войны 1-й степени, медалями.